# زلمان کاون
زلمان کاون (انگلیسی: Zelman Cowen; زاده ۷ اکتبر ۱۹۱۹ – درگذشته ۸ دسامبر ۲۰۱۱) سیاست‌مدار اهل استرالیا بود. وی از ۸ دسامبر ۱۹۷۷ تا ۲۹ ژوئیه ۱۹۸۲ فرماندار کل استرالیا بود.
زلمان کاون در ۸ دسامبر ۲۰۱۱، پس از پانزده سال مبارزه با بیماری پارکینسون در سن ۹۲ سالگی درگذشت.
وی همچنین برندهٔ جوایزی همچون بورسیه رودز شده‌است.